# ベルイ・ザムコヒアン
ベルイ・ザムコヒアン（Berj Zamkochian、1929年4月20日 - 2004年2月23日）は、アメリカ合衆国出身のオルガン奏者
ボストンのアルメニア系移民の家に生まれる。ニューイングランド音楽院に進学してオルガンを専攻し、卒業後は母校のオルガン科で教鞭をとった。
1953年にボストン・シンフォニー・ホールでデビューし、1957年からボストン交響楽団及びボストン・ポップスの専属オルガニストに就任。1965年にはソビエト連邦に演奏旅行に行き、ソビエト連邦を初めて訪問したアメリカのオルガニストとなった。また、ジョン・F・ケネディ・センターやリンカーン・センターのこけら落とし公演、ディズニー・ワールドの落成記念演奏会等にも参加している。
2004年、ボストンにて病死。